# Pierre Lambert de la Motte
Phêrô (Pierre) Lambert de la Motte (1624–1679) là một Giám mục, nhà truyền giáo người Pháp. Ông là người sáng lập Hội Thừa sai Paris ở châu Á và là người thành lập Dòng Mến Thánh Giá Việt Nam. Ông cùng với François Pallu là 2 Giám mục đầu tiên cai quản mục vụ tại Việt Nam.

## Xuất thân
Lambert de la Motte sinh ngày 28 tháng 1 năm 1624 tại Lisieux, vùng hạ Normandie, Tây Bắc nước Pháp, trong một gia đình quý tộc, hành nghề thẩm phán. Ông học trung học tại trường của Dòng Tên ở Caen. Sau khi tốt nghiệp trung học, Lambert tiếp nối nghề nghiệp của cha và thi vào trường luật.
Năm 1646, lúc 22 tuổi, ông trở thành luật sư và làm việc tại Nghị viện Paris, Tòa án Thuế vụ, Trung tâm Xã hội Rouen. Tuy nhiên, chí hướng của ông vẫn thiên về các sinh hoạt tôn giáo và công tác xã hội. Ông đã ghi lại cảm nghĩ của mình là "chỉ thiết tha một điều là chết đi cho trần gian và sống cho một mình Thiên Chúa".
Cuối cùng, ông quyết định từ bỏ nghề luật sư để đi vào con đường tu tập, trở thành một giáo sĩ thừa sai cho vùng Đông Á. Ông đã ghi lại cảm nghĩ của mình sau Thánh lễ mở tay như sau: "Tình yêu Thiên Chúa đã đốt lên nơi tôi lòng nhiệt thành đến với người chưa biết Chúa, để nhờ công nghiệp Máu Thánh Chúa đổ ra, họ cũng được ơn cứu độ".
Ngày 29 tháng 7 năm 1658, Giáo hoàng Alexanđê VII ban hành Đoản sắc bổ nhiệm các tân Giám mục Lambert de la Motte và François Pallu làm Đại diện Tông tòa tại Đại Việt. Giám mục Lambert được cử làm Đại diện Tông Tòa miền truyền giáo Đàng Trong và miền Nam Trung Hoa.. Tuy nhiên, mãi đến ngày 11 tháng 6 năm 1660, lễ tấn phong Giám mục hiệu tòa Berytus cho Linh mục Lambert de la Motte mới được cử hành dưới sự chủ phong của Tổng Giám mục Victor Le Bouthilier và do Giám mục Louis Laneau làm phụ phong.

### Con đường truyền giáo
Ngày 18 tháng 6, năm 1660, Giám mục Lambert tới Thái Lan cùng với hai linh mục. Tại đây, ông triệu tập công đồng địa phương gọi là Công đồng Juthia. Qua công đồng này, việc thành lập một chủng viện chung cho vùng Đông Nam Á đã được khởi sự. Đây là một huấn thị quan trọng được soạn thảo nhằm gởi cho tất cả các thừa sai tại vùng này.
Ngày 15 tháng 6 năm 1679, ông qua đời tại Juthia, Thái Lan.

### Mục vụ tại Việt Nam
Giám mục Lambert đã góp phần quan trọng vào việc xây dựng hàng Giáo sĩ Việt Nam. Ông là người thành lập Chủng viện Thánh Giuse và phong chức cho những linh mục Việt Nam đầu tiên tại Juthia năm 1668. Ông đã cử hành hai lễ phong chức Linh mục đầu tiên ở Việt Nam: tại Đàng Ngoài năm 1670, tại Đàng Trong năm 1676.
Qua Công đồng Phố Hiến năm 1670, Lambert de la Motte đã củng cố và phát triển một cơ chế độc đáo của Giáo phận Đàng Ngoài: cơ chế "Nhà Đức Chúa Trời". Đây là Cộng đoàn Nhà xứ, gồm các Cha chánh, phó xứ, các thầy giảng, các chủng sinh, ông từ, ông bõ, và tất cả những ai phục vụ cho nhà Chúa. Với cơ chế này, mầm mống ơn gọi Linh mục và tu trì như nhận được mảnh đất tốt để sinh hoa kết trái, hầu phục vụ cho công việc truyền giáo".
Tháng 9 năm 2009, phái đoàn Giám mục Việt Nam đã đệ trình hồ sơ xin phong Chân phước cho hai Giám mục de la Motte và Pallu vì đóng góp của hai Giám mục với Giáo hội Công giáo Việt Nam.
- Francois Pallu
- Danh sách giám mục Công giáo ngoại quốc quản nhiệm giáo phận tại Việt Nam

1. 1 2 3  LÊ NGỌC BÍCH (30/10/2009). "Giám mục GIÁO PHẬN ĐÀNG NGOÀI ĐẦU TIÊN: Giám mục FRANCOIS PALLU (1626 – 1658 – 1684)". Trung tâm Mục Vụ Truyền thông Dòng Chúa Cứu Thế. Bản gốc lưu trữ ngày 4 tháng 3 năm 2016. Truy cập ngày 22 tháng 8 năm 2013. {{Chú thích web}}: Kiểm tra giá trị ngày tháng trong: |date= (trợ giúp)
2. 1 2 3  "Giám mục Lambert de la Motte và Giáo hội Việt Nam". HỘI DÒNG MẾN THÁNH GIÁ THỦ ĐỨC. Bản gốc lưu trữ ngày 4 tháng 3 năm 2016. Truy cập ngày 29 tháng 8 năm 2013.
3. ↑  "ASIA/VIETNAM - Jubilee Year of the Church in Vietnam recalls faith and martyrdom in story of two Apostolic Vicariates of Tonkin and Cochinchina". Agenzia Fides. ngày 23 tháng 11 năm 2009. Truy cập ngày 25 tháng 8 năm 2013.
4. ↑  J.C. Bricasier ĐQT, Sđd, tr. 113-114; Tâm Hồn Truyền giáo tr.14
5. ↑  J.C. Brisacier, DQT, Sđđ, tr. 141; THTG tr. 16
6. 1 2  Prepared for internet by Vietnamese Missionaries in Taiwan (Trích tập sách Giáo hội Việt Nam của Đức Ông Vinh Sơn Trần Ngọc Thụ và bài Tìm hiểu Giáo hội Việt Nam của Nguyễn Vũ Tuấn Linh). "Sự nghiệp Truyền giáo tại Việt Nam (1533-1960)". Vietnamese Missionaries in Taiwan. Bản gốc lưu trữ ngày 4 tháng 4 năm 2013. Truy cập ngày 30 tháng 8 năm 2013. {{Chú thích web}}: Kiểm tra giá trị ngày tháng trong: |date= (trợ giúp)
7. ↑  THTG trang. 47
8. 1 2  Ban Tổ chức Năm Thánh 2010, Ban Thư ký Hội đồng Giám mục Việt Nam. (Tài liệu học hỏi trong Năm Thánh - tháng 12/2009, Tuần 3). "NHÌN LẠI CHẶNG ĐƯỜNG LỊCH SỬ GIÁO HỘI PHÁT TRIỂN TẠI VIỆT NAM". TRANG TIN CỦA HỘI ĐỒNG Giám mục VIỆT NAM. Bản gốc lưu trữ ngày 7 tháng 3 năm 2016. Truy cập ngày 30 tháng 8 năm 2013. {{Chú thích web}}: Kiểm tra giá trị ngày tháng trong: |date= (trợ giúp)Quản lý CS1: tên số: danh sách tác giả (liên kết)
9. ↑  Nghị quyết CĐPH 1670 điều 10-14; TĐCG số 33 tr. 98
10. ↑  Lm. Antôn Nguyễn Trường Thăng. "Chỉ cần một phép lạ thôi". HỘI ĐỒNG Giám mục VIỆT NAM. Bản gốc lưu trữ ngày 7 tháng 4 năm 2014. Truy cập ngày 24 tháng 8 năm 2013.

- (tiếng Pháp) Le père inconnu de la Mission moderne, Pierre Lambert de la Motte
- (tiếng Anh) La scheda su catholic-hierarchy.org
- (tiếng Việt) Sự nghiệp Truyền giáo tại Việt Nam (1533-1960) Lưu trữ ngày 4 tháng 4 năm 2013 tại Wayback Machine